# Каріно (Даровський район)
Ка́ріно (рос. Карино) — присілок у складі Даровського району Кіровської області, Росія. Входить до складу Кобрського сільського поселення.
Населення становить 3 особи (2010, 9 у 2002).
Національний склад станом на 2002 рік — росіяни 67 %.